# Armeens-Georgische Oorlog
De Armeens-Georgische Oorlog was een grensoorlog die uitgevochten werd in 1918 tussen de Republiek Armenië en de Democratische Republiek Georgië om de controle van delen van Lori, Dzjavacheti en Bortsjalo, die tot 1917 deel uitmaakten van de gouvernementen Jerevan en Tiflis van het Keizerrijk Rusland.

## Dispuut
Tegen het einde van de Eerste Wereldoorlog, toen Rusland zich door interne revoluties genoodzaakt zag zich uit deze oorlog terug te trekken, werden zuidwestelijke delen van Transkaukasië bezet door het Ottomaanse Rijk, waaronder delen van Dzjavacheti. In mei 1918 verklaarden Armenië en Georgië zich onafhankelijk en claimden ze beiden gebieden die de Ottomanen inmiddels bezetten. Toen de Ottomaanse troepen zich terugtrokken, namen Armeense troepen in overeenstemming met de Turken voormalig bezette gebieden van het gouvernement Jerevan over. Tegelijkertijd beschuldigde Georgië Armenië ervan Georgisch territorium te bezetten.

## Escalatie
De situatie escaleerde op 18 oktober 1918 toen Armeense troepen het district Bortsjalo district van gouvernement Tiflis introkken, daarbij ook een bestandslijn van onbetwist gebied overschreden en een confrontatie hadden met Duitse troepen. Duitsland gaf op dat moment defensieve steun aan Georgië, dat vooral bestond uit het bewaken van vitale infrastructuur. Na negen dagen kregen de Georgiërs de zaak onder controle en keerde de rust terug. De vijandigheden laaiden opnieuw op toen de Armeense zijde op 5 december 1918 een offensief startte.
De gevechten bleven aanhouden tot en met 31 december, toen het Verenigd Koninkrijk met succes een wapenstilstand bemiddelde. In januari 1919 werden vredesonderhandelingen gestart die leidden tot het instellen van neutrale zones in Bortsjalo en Lori. Daarna volgde onderhandelingen over een definitieve oplossing van het territoriale conflict, maar bleef er feitelijk een patstelling bestaan.

## Epiloog
In september 1920 organiseerden de Sovjets een opstand in Armenië en viel het Rode Leger vanuit Azerbeidjzan het land binnen. Op datzelfde moment startten de Turken een offensief tegen Armenië. In november 1920 vielen de Georgiërs de neutrale zone van Lori in en veroverden vervolgens het hele district dat zij claimden. Er werd een referendum gehouden, waarbij de bevolking instemde met het Georgische gezag voor de duur van minimaal een jaar. In januari 1921 begonnen onderhandelingen tussen het inmiddels gesovjetiseerde Armenië en Georgië over de status van Lori. Deze werden na de verovering van Georgië door het Rode Leger in februari 1921 gestopt en werden de grenzen definitief vastgesteld.